# Sympycnus nepalensis
Sympycnus nepalensis är en tvåvingeart som beskrevs av Jennifer L. Hollis 1964. Sympycnus nepalensis ingår i släktet Sympycnus och familjen styltflugor.
Artens utbredningsområde är Nepal. Inga underarter finns listade i Catalogue of Life.